# Huangjing (köpinghuvudort i Kina, Jiangsu Sheng, lat 31,65, long 121,11)
Huangjing är en köpinghuvudort i Kina. Den ligger i provinsen Jiangsu, i den östra delen av landet, omkring 220 kilometer öster om provinshuvudstaden Nanjing. Antalet invånare är 64 768. Befolkningen består av 32 695 kvinnor och 32 073 män. Barn under 15 år utgör 8,0 %, vuxna 15-64 år 75 %, och äldre över 65 år 16,0 %.
Runt Huangjing är det mycket tätbefolkat, med 1 221 invånare per kvadratkilometer. Närmaste större samhälle är Shaxi, 10,5 km söder om Huangjing. Trakten runt Huangjing består till största delen av jordbruksmark.
Genomsnittlig årsnederbörd är 1 510 millimeter. Den regnigaste månaden är augusti, med i genomsnitt 205 mm nederbörd, och den torraste är januari, med 45 mm nederbörd.